# Arleuf
Arleuf és un municipi francès, situat al departament del Nièvre i a la regió de Borgonya - Franc Comtat. L'any 2007 tenia 782 habitants.

## Demografia

### Població
El 2007 la població de fet d'Arleuf era de 782 persones. Hi havia 352 famílies, de les quals 146 eren unipersonals (51 homes vivint sols i 95 dones vivint soles), 107 parelles sense fills, 71 parelles amb fills i 28 famílies monoparentals amb fills.
La població ha evolucionat segons el següent gràfic:
Habitants censats

### Habitatges
El 2007 hi havia 671 habitatges, 378 eren l'habitatge principal de la família, 234 eren segones residències i 59 estaven desocupats. 644 eren cases i 24 eren apartaments. Dels 378 habitatges principals, 298 estaven ocupats pels seus propietaris, 71 estaven llogats i ocupats pels llogaters i 8 estaven cedits a títol gratuït; 12 tenien una cambra, 52 en tenien dues, 105 en tenien tres, 105 en tenien quatre i 104 en tenien cinc o més. 286 habitatges disposaven pel capbaix d'una plaça de pàrquing. A 170 habitatges hi havia un automòbil i a 128 n'hi havia dos o més.

### Piràmide de població
La piràmide de població per edats i sexe el 2009 era:
| Homes | Edats   | Dones |
| ----- | ------- | ----- |
| 0     | 95 o +  | 0     |
| 0     | 90 a 94 | 8     |
| 12    | 85 a 89 | 16    |
| 0     | 80 a 84 | 28    |
| 28    | 75 a 79 | 24    |
| 24    | 70 a 74 | 36    |
| 36    | 65 a 69 | 36    |
| 36    | 60 a 64 | 32    |
| 32    | 55 a 59 | 32    |
| 40    | 50 a 54 | 32    |
| 24    | 45 a 49 | 36    |
| 12    | 40 a 44 | 20    |
| 16    | 35 a 39 | 12    |
| 32    | 30 a 34 | 24    |
| 20    | 25 a 29 | 20    |
| 40    | 20 a 24 | 8     |
| 20    | 15 a 19 | 20    |
| 20    | 10 a 14 | 20    |
| 12    | 5 a 9   | 4     |
| 8     | 0 a 4   | 4     |

## Economia
El 2007 la població en edat de treballar era de 446 persones, 301 eren actives i 145 eren inactives. De les 301 persones actives 280 estaven ocupades (162 homes i 118 dones) i 22 estaven aturades (9 homes i 13 dones). De les 145 persones inactives 58 estaven jubilades, 42 estaven estudiant i 45 estaven classificades com a «altres inactius».

### Ingressos
El 2009 a Arleuf hi havia 374 unitats fiscals que integraven 770 persones, la mediana anual d'ingressos fiscals per persona era de 15.512 €.

### Activitats econòmiques
Dels 27 establiments que hi havia el 2007, 3 eren d'empreses alimentàries, 10 d'empreses de construcció, 4 d'empreses de comerç i reparació d'automòbils, 2 d'empreses de transport, 4 d'empreses d'hostatgeria i restauració, 2 d'empreses de serveis, 1 d'una entitat de l'administració pública i 1 d'una empresa classificada com a «altres activitats de serveis».
Dels 12 establiments de servei als particulars que hi havia el 2009, 1 era una oficina de correu, 1 taller de reparació d'automòbils i de material agrícola, 1 paleta, 1 guixaire pintor, 3 fusteries, 3 lampisteries, 1 electricista i 1 restaurant.
Dels 2 establiments comercials que hi havia el 2009, 1 era una botiga de menys de 120 m² i 1 una fleca.
L'any 2000 a Arleuf hi havia 22 explotacions agrícoles que ocupaven un total de 1.242 hectàrees.

## Equipaments sanitaris i escolars
El 2009 hi havia una escola elemental.

## Poblacions més properes
El següent diagrama mostra les poblacions més properes.